# Буреги (Старорусский район)
Бу́реги — деревня в Старорусском муниципальном районе Новгородской области. Входит в состав Наговского сельского поселения.
Деревня расположена на реке Псижа, вблизи южного побережья озера Ильмень, на автодороге Р51 (Шимск — Старая Русса — Холм — Великие Луки), в 25 км к северо-западу от Старой Руссы.

## Население
| 2009 | 2010 |
| ---- | ---- |
| 334  | ↗370 |

## История
О раннем заселения места, где находится деревня, свидетельствуют курганы расположенные неподалёку. Впервые упоминается, как Буряги и Буряжский погост в писцовых книгах Шелонской пятины в 1498—1499 годах.
Наиболее ранняя постройка, упоминаемая в писцовых книгах в 1499 и 1524 году — это каменная церковь «Великий Никола» в Бурегах на погосте постройки 1432 года. В Новгородской губернии деревня относилась к Коростынской волости Старорусского уезда. В начале XX века в деревне Буреги было 43 дома и 305 жителей.
До апреля 2010 года деревня Буреги — административный центр ныне упразднённого Бурегского сельского поселения.

## Достопримечательности
В соответствии с Указом президента РФ от 20.02.95 № 176 «Об утверждении перечня объектов исторического и культурного наследия федерального (общероссийского) значения», к таким объектам отнесена Колокольня Воскресенского Собора XVIII века в селе Буреги.
20 ноября 1968 года у дороги от озера Ильмень до деревни был установлен обелиск в честь Якутских стрелков, погибших в Приильменье. На памятнике надпись: «Вечная слава воинам-якутянам, погибшим в боях за освобождение Старорусского района от немецко-фашистских захватчиков в 1943 году». В день открытия памятника члены делегации Якутии высыпали на фундамент горсть земли и вылили ленскую воду в Ильмень.

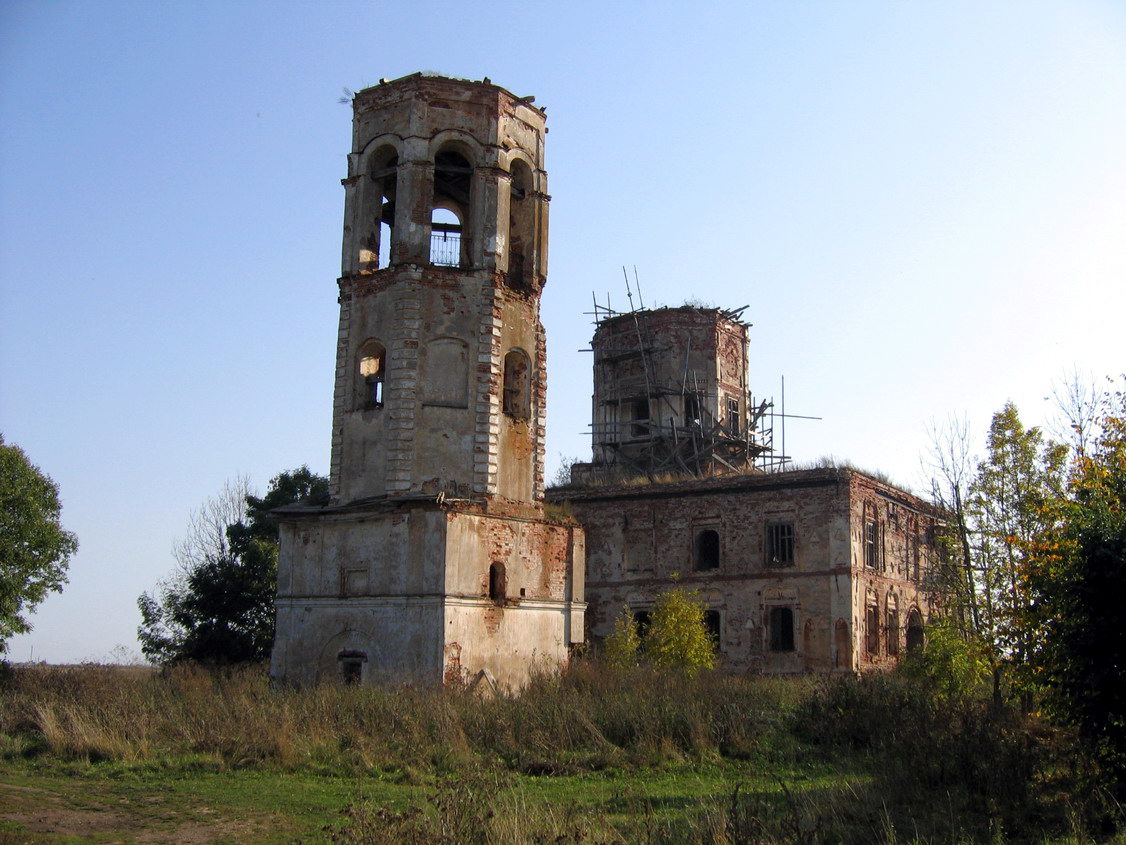
Воскресенский собор с колокольней
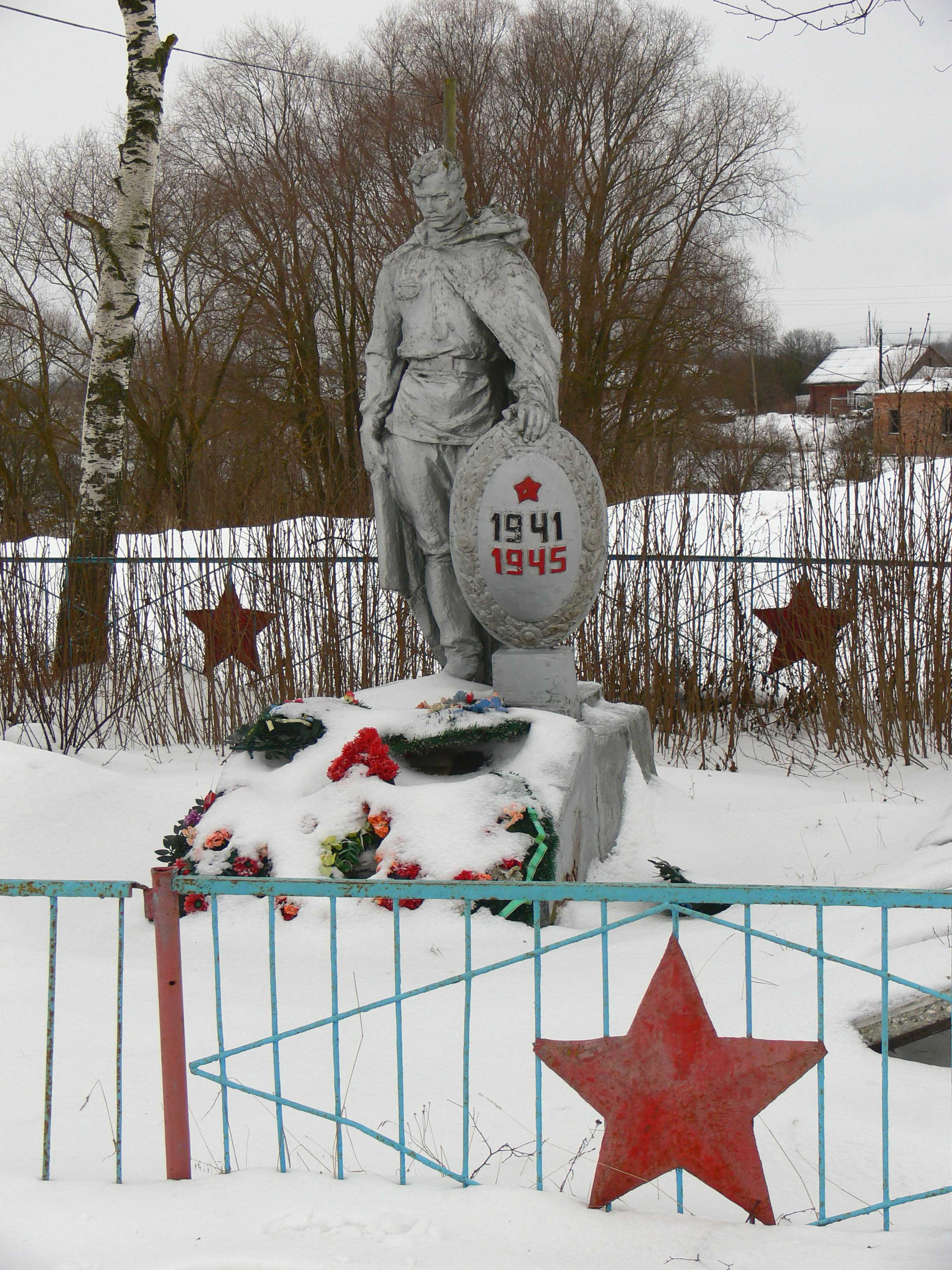
Воинское захоронение